# Sanne Salomonsen

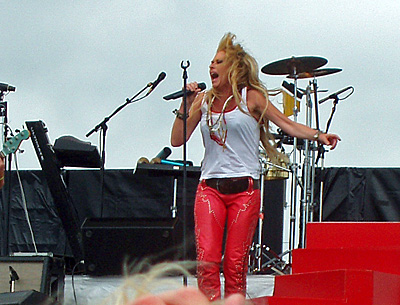
Sanne Salomonsen (2005)

Sanne Salomonsen (* 30. Dezember 1955 in Holte) ist eine der bekanntesten dänischen Rocksängerinnen.

## Leben
Bereits als 12-Jährige trat Sanne Salomonsen als Rock-’n’-Roll-Sängerin auf. Bald darauf wirkte sie in mehreren Musicals wie Hair, Godspell und Touch mit. 1973 erschien ihre erste Soloplatte, Sanne Salomonsen. Seitdem hat sie zahlreiche Alben herausgebracht und viele Konzerte, vor allem in Dänemark und Schweden, gegeben.
1980 begann sie, mit der Band Sneakers aufzutreten. Mit ihnen nahm sie vier Alben auf. 1983 spielte sie im Spielfilm Forræderne die weibliche Hauptrolle. 1984 wirkte sie in weiteren Spielfilmen als Hauptdarstellerin mit. Ein Jahr später lösten sich die Sneakers auf.
1986 trat sie erstmals in den USA auf. Ihr Album Sanne verkaufte sich 1989 in Skandinavien rund 600.000 Mal. Ihr Album Where Blue Begins nahm sie in den USA auf; Produzent war Jim Gaines.
Sie spielte mit zahlreichen international bekannten Musikern wie der US-amerikanischen Band Little Feat, mit der sie 1994 das Album Language of the Heart aufnahm.
1996 trat sie auf einer Deutschlandtournee mit Peter Maffay abwechselnd mit Amanda Marshall als Gastmusikerin auf. Mit der Chris Minh Doky Band nahm sie das Album In a New York Minute mit bekannten Songs anderer Interpreten auf. Die Songs sind mehr vom Jazz beeinflusst als ihre Vorbilder. Begleitmusiker waren unter anderen Michael Brecker, Randy Brecker, David Sanborn und Toots Thielemans. Von diesem Album wurden über 100.000 Stück verkauft. Auch die beiden Kompilationen De bedste af de bedste (deutsch: „Die Besten der Besten“) verkauften sich in Dänemark und Schweden jeweils über 50.000 Mal.

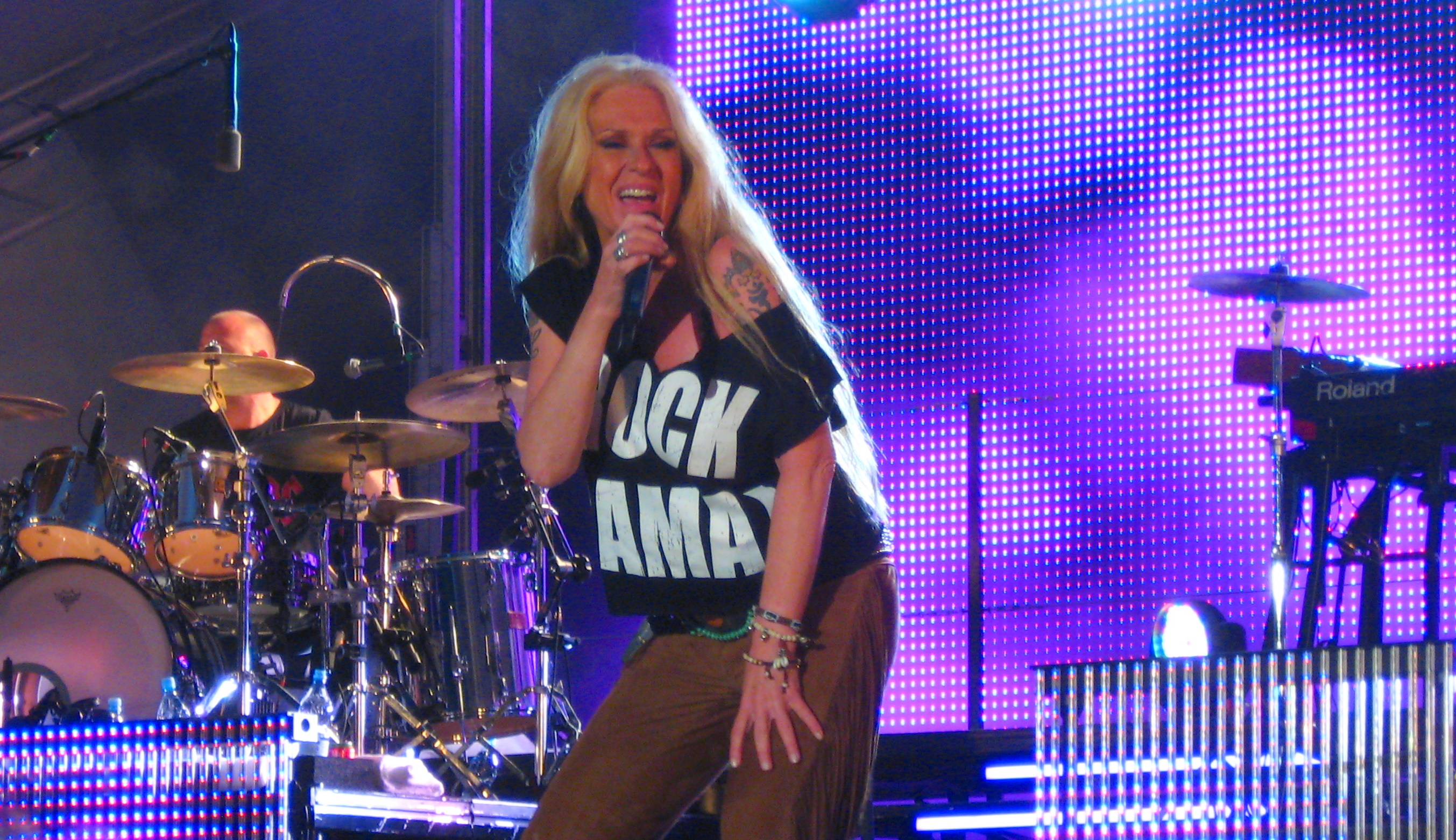
In Aalborg, 2010

Sanne Salomonsen war zwei Mal verheiratet: von 1975 bis 1980 mit dem Bassisten Bo Stief und von 1985 bis 1992 mit Mats Ronander, mit dem sie einen Sohn hat.
Am 5. Mai 2006 führte ein Blutgerinnsel im Kopf zu Lähmungserscheinungen. Daraufhin konnte Sanne Salomonsen lange Zeit nicht auftreten. 2008 nahm sie die Single Taxa auf. Im März 2009 erschien das Album Unico, 2011 Tiden brænder. Weitere Alben folgten 2014 und 2017.

## Stilistik
Sanne Salomonsen ist eine Rocksängerin mit markanter Stimme, die in englischer und dänischer Sprache singt. Sie wirkte jedoch auch in Musicals mit und trat als Jazzsängerin auf.

## Sonstiges
Sanne Salomonsen wird aufgrund ihrer Stilistik und ihres Alters gelegentlich als „dänische Tina Turner“ bezeichnet. Sie ist Tochter des dänischen Ornithologen Finn Salomonsen.
Im dänischen Spielfilm "Parterapi" (2010) hat sie einen Cameo-Auftritt, als eines ihrer Lieder von einer Musikbox gespielt wird: In einem Gespräch an der Bar lässt sie den Charakter Anders, gespielt von Nikolaj Lie Kaas (der "Carl Mørck" in den Jussi-Adler-Olsen-Verfilmungen), an ihrer Lebensweisheit teilhaben.

## Diskografie

### Alben
- 1973: Sanne Salomonsen (dänisch)
- 1977: Precious Moments (englisch)
- 1985: Sanne Salomonsen (dänisch/englisch)
- 1987: Ingen Engel (dänisch/englisch), auch als No Angel (englisch)
- 1989: Sanne (dänisch, DK: Platin)
- 1990: Love is Gonna Call (englisch)
- 1991: Where Blue Begins (englisch)
- 1994: Language of the Heart (englisch)
- 1994: Unplugged (dänisch/englisch)
- 1996: 1996 (dänisch), auch als 1996 (englisch)
- 1998: In a New York Minute (englisch, DK: ×4Vierfachplatin )
- 2000: De bedste af de bedste Vol. 1 (dänisch/englisch)
- 2000: De bedste af de bedste Vol. 2 (dänisch/englisch)

| Jahr | Titel           | Höchstplatzierung, Gesamtwochen, AuszeichnungChartsChartplatzierungen (Jahr, Titel, Platzierungen, Wochen, Auszeichnungen, Anmerkungen) | Anmerkungen                             |
| Jahr | Titel           | DK | Anmerkungen                             |
| ---- | --------------- | --- | --------------------------------------- |
| 2001 | Evita (Musical) | DK26 (2 Wo.)DK | Erstveröffentlichung: April 2001        |
| 2003 | Freedom         | DK3 Platin · (31 Wo.)DK | Erstveröffentlichung: März 2003         |
| 2005 | The Album       | DK1 Platin · (33 Wo.)DK | Erstveröffentlichung: 25. Februar 2005  |
| 2005 | The Show        | DK33 (2 Wo.)DK |                                         |
| 2006 | The Hits        | DK13 Gold · (11 Wo.)DK |                                         |
| 2009 | Unico           | DK1 ×2Doppelplatin · (43 Wo.)DK | Erstveröffentlichung: 9. März 2009      |
| 2011 | Titen brænder   | DK4 Platin · (22 Wo.)DK | Erstveröffentlichung: 14. November 2011 |
| 2014 | Hjem 2014       | DK3 Gold · (9 Wo.)DK |                                         |
| 2017 | Baby Blue       | DK10 (1 Wo.)DK | Erstveröffentlichung: 19. Mai 2017      |

### Singles
| Jahr | Titel Album                | Höchstplatzierung, Gesamtwochen, AuszeichnungChartsChartplatzierungen (Jahr, Titel, Album, Platzierungen, Wochen, Auszeichnungen, Anmerkungen) | Anmerkungen |
| Jahr | Titel Album                | DK | Anmerkungen |
| ---- | -------------------------- | --- | ----------- |
| 2009 | Taxa Unico                 | DK2 Platin · (28 Wo.)DK |             |
| 2009 | Hel igen Unico             | DK31 (5 Wo.)DK |             |
| 2011 | Dæmoner Titen brænder      | DK24 (2 Wo.)DK |             |
| 2011 | Små soldater Titen brænder | DK37 (1 Wo.)DK |             |
| 2011 | Hjem Titen brænder         | DK2 ×2Doppelplatin · (6 Wo.)DK |             |

Weitere Singles
- 1989: Hvis Du Forstod (DK: Gold)
- 2002: Jeg Er En Papegøje Fra Amerka (DK: Gold)
- 2019: Vi Lover Hinanden (DK: Platin)
- 2020: Kærligheden Kalder (DK: Platin)

### Videoalben
- 2005: The Show (dänisch/englisch)